# Alan Daley
Alan Daley (11 tháng 10 năm 1927 – 2008) là một cựu cầu thủ bóng đá người Anh thi đấu ở Football League cho Hull City, Doncaster Rovers, Scunthorpe United, Mansfield Town, Stockport County, Crewe Alexandra và Coventry City.